# Haghig
Haghig es una comuna ubicada en el distrito de Covasna, Rumania.

## Superficie
Posee una superficie de 45,64 kilómetros cuadrados.

## Demografía
Hasta 2021 la población era de 2368 habitantes, con una densidad de población de 51,88 habitantes por kilómetro cuadrado.